# Arthur Smith (Musiker, 1898)

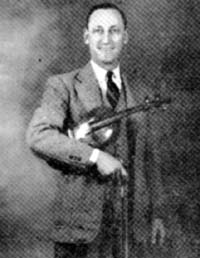
Fiddlin’ Arthur Smith

„Fiddlin’“ Arthur Smith (* 10. April 1898 in Humphreys County, Tennessee; † 28. Februar 1971 in Louisville, Kentucky) war ein US-amerikanischer Old-Time-Musiker und Fiddler, der seine größten Erfolge in den 1930er-Jahren hatte.

## Leben

### Kindheit und Jugend
Arthur Smith wuchs auf einer Farm in den Bergregionen Tennessees auf. Seine erste Fiddle kaufte Smith für 6,50 US-Dollar und musste dafür all seine Hühner verkaufen. Schon mit 16 heiratete er seine erst 15 Jahre alte Freundin; im gleichen Jahr brach der Erste Weltkrieg aus. In seiner Jugend war Smith Mitglied verschiedener lokalen Bands zusammen mit seiner Frau, die Gitarre spielte.

### Karriere
Mit seiner Frau Nettie, seinem Cousin Homer und Floyd Ethredge, der später mit den Crook Brothers arbeiten sollte, spielte Smith weiterhin in seiner Heimatregion. 1921 zog er nach Dickenson, wo er einen Job bei der Eisenbahn bekam. Berufsbedingt reiste er quer durch die USA und traf in dieser Zeit viele Musiker, die ihn beeinflussten. In Nashville begann er, an Fiddle-Wettbewerben teilzunehmen. Dadurch wurde George D. Hay auf ihn aufmerksam, der ihn für seine Show, die Grand Ole Opry engagierte. Smiths erster Auftritt in der Opry fand am 23. Dezember 1927 statt. In den folgenden Jahren stieg er dort zu einem der beliebtesten Künstler auf; zusammen mit seinem Cousin Homer hielt er neben DeFord Bailey die meisten Auftritte in der Opry ab. Anfang der 1930er Jahre zerstritt er sich mit seinem Cousin und trat wieder solo auf.
Kurz danach gründete er zusammen mit den Brüdern Kirk und Sam McGee die Dixieliners. Nachdem sich noch ein Pianist und seine Tochter Lavotte der Gruppe angeschlossen hatten, nahm die Popularität der Dixieliner rasch zu. Smith engagierte einen Manager, der ihre Tourneen und Auftritte plante. Gelegentlich traten sie auch gemeinsam mit den Opry-Stars Uncle Dave Macon und den Delmore Brothers auf.
Smiths Zusammenarbeit mit den Delmore Brothers hatte um 1934 begonnen, und im selben Jahr spielte er mit den Brüdern bei Gennett Records erste Platten ein. Ihre erste Session fand in New Orleans statt, auf der er zwei seiner bekanntesten Songs einspielte, Blackbery Blossom und Red Apple Rag. Im nächsten Jahr wurde eine zweite Session für RCA Victor abgehalten, bei der der Hit There’s More Pretty Girls Than One entstand. Alle Platten wurden als The Arthur Smith Trio bei Victors Sublabel Bluebird Records verkauft.
Die ständigen Tourneen, die vielen Auftritte in der Opry und das Einspielen der Platten machten Smith zu schaffen. Ende der 1930er Jahre bekam er erste Alkoholprobleme. Auf einer Tournee störte er zusammen mit anderen Musikern betrunken einen Fiddle-Wettbewerb und wurde für einige Tage inhaftiert. Die Opry schloss ihn für längere Zeit aus der Sendung aus und seine Popularität nahm langsam ab. Nachdem er Anfang der 1940er Jahre mit den Tennessee Valley Boys gearbeitet hatte, zog Smith nach Shreveport, Louisiana, wo er mit den Shelton Brothers beim Sender KWKH auftrat.
Nach seiner letzten Bluebird-Session, die er mit dem jungen Bill Monroe abhielt, war er für längere Zeit Mitglied in der Band seiner Tochter. In den nächsten Jahren arbeitete Smith vorrangig als Hintergrundmusiker für verschiedene Künstler wie Jimmy Wakely, Gene Autry und Rex Griffin. Zudem veröffentlichte er zwei Songbücher, Songs From The Hills Of Tennessee und Arthur Smith’s Original Song Folio No.1.

### Spätere Jahre und Tod
In den 1950er-Jahren arbeitete Smith als Zimmermann in Nashville, um sich seinen Lebensunterhalt zu verdienen. Hillbilly-Musik war nicht mehr gefragt, Rockabilly und Rock ’n’ Roll dominierten die Musikszene. In den 1960er Jahren begann er aufgrund des Folk-Revivals wieder verstärkt aufzutreten und veröffentlichte mit den McGee Brothers ein Album. Seinen letzten öffentlichen Auftritt hatte er 1969.
Fiddlin‘ Arthur Smith starb am 28. Februar 1971 im Alter von 73 Jahren. Er wurde in McEwen, Tennessee beigesetzt.

## Diskografie
Viele Bluebird-Platten wurden ebenfalls bei Montgomery Ward veröffentlicht. Alle Stücke bei Bluebird wurden im Regelfall mit den Dixie Liners bzw. den Delmore Brothers eingespielt.
| Jahr             | Titel                                                                    | Anmerkungen                      |
| ---------------- | ------------------------------------------------------------------------ | -------------------------------- |
| Bluebird Records |                                                                          |                                  |
| 1935             | Fiddler’s Dream / Mocking Bird                                           |                                  |
| 1935             | Spring Street Waltz / Lost Train Blues                                   |                                  |
| 1935             | Blackberry Blossom / Smith’s Waltz                                       |                                  |
| 1935             | Red Apple Rag / Doing The Goofus                                         |                                  |
| 1936             | There’s More Pretty Girls Than One / Chitlin' Cookin' Time In Cheetham   |                                  |
| 1936             | Dixon County Blues / Cheatham County Breakdown                           |                                  |
| 1936             | Blue Waltz / Fiddler’s Waltz                                             | A-Seite von den Dixie Ramblers   |
| 1936             | Little Darling They've Takne You Away / Take Me Back To Tennessee        |                                  |
| 1937             | Florida Blues / Straw Breakdown                                          |                                  |
| 1937             | Never Alone / There’s More Pretty Girls Than One, Pt. 2                  |                                  |
| 1937             | Girl I Love Don’t Pay Me No Mind / Love Letters                          | B-Seite von den Delmore Brothers |
| 1937             | Singing The House Of David Blues / Sugar Tree Stomp                      |                                  |
| 1937             | It’s Hard To Please Your Mistress / Little Darling                       |                                  |
| 1937             | Sweet Heaven / Lonesome For You                                          |                                  |
| 1937             | Beautiful Memories / Beautiful Mabel Clare                               |                                  |
| 1937             | Beautiful Brown Eyes / Across The Blue Ridge Mountains                   |                                  |
| 1937             | I’m Bound To Ride / Nellie’s Blue Eyes                                   |                                  |
| 1937             | Cheatham County Breakdown, Pt.2 / Dickinson County Blues, Pt.2           |                                  |
| 1938             | Answer To More Pretty Girls Than One / I Stood On The Bridge At Midnight | B-Seite von den Delmore Brothers |
| 1938             | More Like His Das Every Day / Henpecked Husband Blues                    | A-Seite von den Delmore Brothers |
| 1938             | Indian Creek / Smith’s Rag                                               |                                  |
| 1938             | Her Little Brown Hand / Lonesome Day Today                               | B-Seite mit von Delmore Brothers |
| 1938             | Adieu False Heart / Lost Love                                            | mit Delmore Brothers [?]         |
| 1938             | Gypsy’s Warning / The Farmer’s Daughter                                  |                                  |
| 1938             | Why Should I Wonder / In The Pines                                       |                                  |
| 1938             | Give Me That Old-Time Music / I’ve Had A Big Time Today                  |                                  |
| 1938             | When The Roses Grow Around The Cabin Door / I’m Lonesome I Guess         |                                  |
| 1939             | Goin' Down Town / Hesitating Blues                                       |                                  |
| 1939             | Paris Waltz / Freight Train Moan                                         |                                  |
| 1940             | Kansas City Stompers / It’s A Weary World                                |                                  |
| 1940             | Smith’s Rag / The Crazy Blues                                            |                                  |
| 1940             | That’s The Love I Have For You / Peacock Rag                             |                                  |
| 1940             | I Wish I'd Never Learned To Love You / Bill Cheathan                     |                                  |